# Tabomeeres
Tabomeeres es un género monotípico de lepidópteros de la familia Noctuidae. Su única especie, Tabomeeres dolera Turner, 1939, es originaria de Australia.